# إميلي باش
إميلي باش (بالألمانية: Emilie Bach) (و. 1840 – 1890 م) هي صحفية، وكاتِبة نمساوية، توفيت في فيينا، عن عمر يناهز 50 عاماً.